# Диптан Ольга Климівна
Óльга Кли́мівна Диптáн (12 грудня 1912, с. Кодаки Васильківського повіту Київської губернії — 15 травня 1998, Кодаки Васильківського району Київської області) — українська радянська діячка, ланкова колгоспу імені Ілліча Васильківського району Київської області, двічі Герой Соціалістичної Праці (16.03.1954, 26.02.1958). Депутат Верховної Ради УРСР 5—9-го скликань. Новатор у буряківництві.

## Біографія
В 12 років почала працювати на полі. Вступила до комсомолу, а згодом очолила комсомольський осередок. Разом з сім'єю у 1929 році вступила до сільськогосподарської артілі імені Ілліча Васильківського району. Завідувала дитячими яслами колгоспу. У 1938 році очолила комсомольську молодіжну ланку по вирощуванню цукрових буряків. Без жодних машин, ефективних добрив, гербіцидів ланка Диптан О. К. намагалася виростити якнайкращий урожай. Перед війною, незважаючи на навалу довгоносиків, вдалося отримати врожай по 400 центнерів з гектара. Успішній роботі завадила Німецько-радянська війна.
Після звільнення Васильківщини від гітлерівських загарбників Ольга Климівна разом з односельцями відбудовувала вщент зруйнований колгосп. Запрягали корів і орали бурякову ниву, щоб розпочати вирощувати цукровий буряк. Вже у другий повоєнний рік ланка Диптан О. К. перекрила рубіж п'ятисотенниць — зібрали по 635 центнерів буряків з кожного гектара посіву.
Член ВКП(б) з 1948 року.
Перше визнання до Ольги Климівни прийшло у 1953 році. Цього року вона вперше була удостоєна звання Героя Соціалістичної Праці з врученям медалі Золота Зірка та ордена Леніна. Орденами Леніна відзначили також й інших членів ланки.
У 1957 році кожен гектар посіву восени видав по 637 центнерів цукрових буряків — за це у 1958 році О. К. Диптан вдруге удостоєна звання Героя Соціалістичної Праці. У боротьбі за врожай нею був проявлений талант керівника–організатора, громадського і державного діяча.
Чотирнадцять років О. К. Диптан була головою сільського партійного осередку, очолювала партійну організацію колгоспу ім. Ілліча, понад два десятиліття була депутатом Верховної Ради УРСР. Її уповноважували посланцем комуністів Київщини на XXI, XXII, XXIII і XXIV з'їзди КПРС. О. К. Диптан довелось неодноразово побувати за кордоном, як у соціалістичних, так і в капіталістичних країнах, зокрема, в таких як США, Франція, Канада. Зустрічалася з Морісом Торезом, Хо Ши Міном, Яношем Кадаром, Фіделем Кастро, Долорес Ібаррурі. Є автором декількох книг, зокрема, «Поклонись землі», «Ответственное поручение», а також багатьох брошур, статей.
Прожила все життя Ольга Климівна в селі Кодаки, померла 15 травня 1998 року.
На батьківщині Диптан О. К. встановлено бронзове погруддя (скульптор Г. П. Гутман, вст. 1961).

## Нагороди
- двічі Герой Соціалістичної Праці (16.03.1954, 26.02.1958)
- два ордени Леніна (16.03.1954, 31.12.1965)
- орден Трудового Червоного Прапора
- орден Жовтневої Революції
- орден Дружби народів (9.12.1982)
- орден Трудової Слави 3-го ст.
- Заслужений працівник сільського господарства Української РСР (8.12.1972)
- Почесна грамота Президії Верховної Ради Української РСР (1962)